# Джумах, Байян
Байя́н Джума́х (араб. بيان جمعة‎; род. 13 апреля 1994, Алеппо) — сирийская пловчиха, участница трёх Летних Олимпиад (2008, 2012, 2016). Вторая в истории Сирии пловчиха, участвовавшая в Олимпийских играх, после Мареллы Мамун. Серебряный и бронзовый призёр Игр Исламской солидарности.

## Биография

### Спортивная карьера
Родилась в Алеппо, но из-за отсутствия бассейнов в родном городе занималась плаванием в Дамаске. 
В 2007 году была выбрана в национальную сборную, после того как установила национальные рекорды на 50, 100 и 200 метров вольным стилем. На Летних Олимпийских играх 2008 года, проходивших в Пекине, в заплыве на 50 метров вольным стилем, заметив на соседней дорожке израильскую пловчиху Анну Гостомельскую, Байян снялась с соревнования. 
Джумах участвовала на Летних Олимпийских играх 2012 года, проходивших в Лондоне, участвовала в предварительном заплыве 100 м вольным стилем, но заняв 40-е место в общем зачёте, в полуфинал не прошла.
На Летних Олимпийских играх 2016 года участвовала в предварительном заплыве и не прошла в полуфинал, заняв итоговое 49-е место. Показав итоговое время 26.41 секунд, Джумах установила национальный рекорд сирийских пловцов на Олимпиадах.